# کراسلوو
کراسلوو (به چکی: Kraselov) یک منطقهٔ مسکونی در جمهوری چک است که در ناحیه ستراکونیتسه واقع شده‌است. کراسلوو ۸٫۰۱ کیلومتر مربع مساحت و ۲۲۹ نفر جمعیت دارد و ۵۹۵ متر بالاتر از سطح دریا واقع شده‌است.